# Gakovo
Gakovo (en serbe cyrillique : Гаково) est une localité de Serbie située dans la province autonome de Voïvodine et sur le territoire de la ville de Sombor, district de Bačka occidentale. Au recensement de 2011, elle comptait 1 811 habitants.
Officiellement classé parmi les villages de Serbie, Gakovo est situé au nord-ouest de la Bačka près de la frontière avec la Hongrie. Une petite localité voisine appelée Kruševlje est également considérée comme faisant partie de la ville de Gakovo.

## Histoire
Gakovo fut fondé par des colons allemands entre 1763 et 1768. Les habitants actuels de la ville s'y sont installés après la Seconde Guerre mondiale. Ils étaient originaires de Mrkonjić Grad et de Donja Pecka.

## Démographie

### Évolution historique de la population
| 1948 | 1953  | 1961  | 1971  | 1981  | 1991  | 2002  | 2011  |
| ---- | ----- | ----- | ----- | ----- | ----- | ----- | ----- |
| 62   | 1 477 | 2 022 | 2 014 | 2 122 | 2 073 | 2 201 | 1 811 |

|  |